# Herbert Tampere

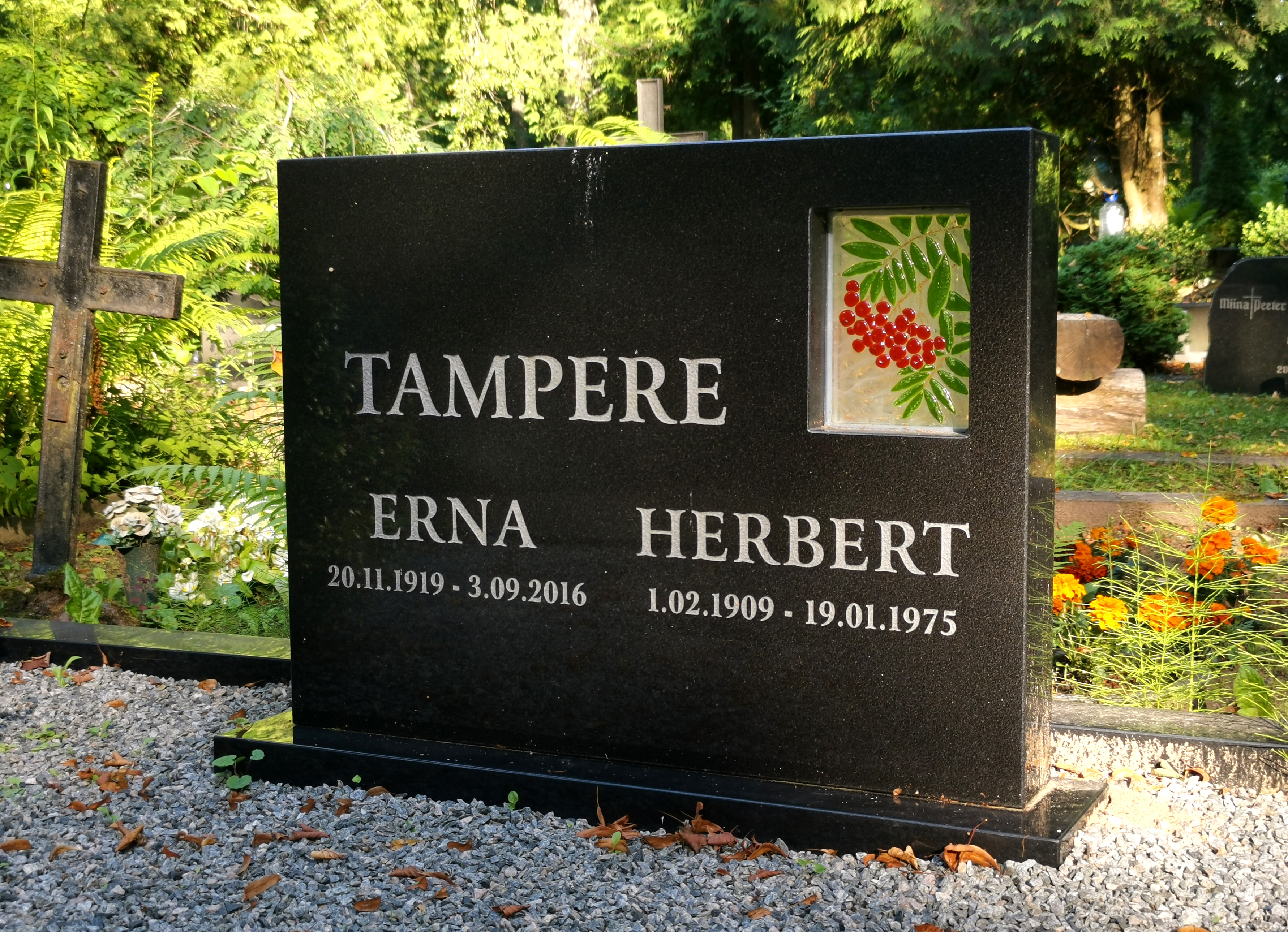
Grab auf dem Friedhof Tartu (Raadi kalmistu)

Herbert Tampere (* 19. Januarjul. / 1. Februar 1909greg. im Dorf Uniküla, Landgemeinde Rannu, Livland; † 19. Januar 1975 in Rannu) war ein estnischer Volkskundler und Musikwissenschaftler.

## Leben
Tampere studierte von 1927 bis 1933 an der Philosophischen Fakultät der Universität im südestnischen Tartu (deutsch Dorpat). Ab 1928 arbeitete er am „Archiv für estnische Volksdichtung“ (Eesti Rahvaluule Arhiiv) in Tartu und unternahm bereits Feldforschungen.
1935 veröffentlichte er seine erste Anthologie estnischer Volkslieder. Er war verantwortlich für die Herausgabe der Bände III (1938 aus der Region Kuusalu), IV (1941, Region Karksi) der Volksliedersammlungen Vana Kannel („Alte Harfe“). Nach seinem Tode gab seine Ehefrau Erna Tampere 1985 den Band V (Mustjala) mit den Sammelergebnissen der beiden Forscher heraus.
Bis 1940 und in den Jahren 1952 bis 1967 war Tampere bei dem Estnischen Literaturmuseum (Eesti Kirjandusmuuseum) in Tartu für die Abteilung Volksmusik zuständig. Nach einer einjährigen Haft durch die sowjetischen Besatzungsbehörden konnte er von 1945 bis 1951 am Staatlichen Konservatorium in Tallinn als Lehrender arbeiten. Von 1967 bis 1975 war er am Tallinner Musikgymnasium tätig.
Im Jahre 1960 verteidigte Tampere seine Dissertation zu einem Thema der Volksmusik vor der Akademie der Wissenschaften der Estnischen SSR.

## Veröffentlichungen (Auswahl)
- 1935: Eesti rahvaviiside antoloogia, (Anthologie estnischer Volkslieder), Eesti Akadeemilise Helikunstnikkude Seltsi Toimetused, Tartu
- 1937: Über das Problem des Rhythmus im alten estnischen Volkslied, Acta Ethnologica 2, 1937: 1, Seiten 65–78
- 1938: mit R. Pöldmäe: Valimik eesti rahvatantse, (Auswahl estnischer Volkstänze), Krüger, Tartu
- 1938: als Herausgeber: Vana Kannel III, Eesti Rahvaluule Arhiiv; Kulturkoondis, Tallinn. Mit einer Zusammenfassung in deutscher Sprache; Alte estnische Volkslieder aus dem Kirchspiel Kuusalu.
- 1941: als Herausgeber: Vana Kannel IV, Eesti NSV Riiklik Kirjandusmuuseum Tartu, Teaduslik Kirjandus
- 1964: Die Stiltypen der Methodik estnischer Runen, Akademie der Wissenschaften der Estnischen SSR, Tallinn
- 1970: zusammen mit Erna Tampere und Ottilie Kőiva: Estnische Volkslieder und Instrumentalmusik. Eine wissenschaftliche Anthologie, Akademie der Wissenschaften der Estnischen SSR, Tallinn.
  - 2005: als Tonaufzeichnung auf CD: Eesti rahvamuusika antoloogia, Eesti Kirjandusmuuseum, Tartu, EKMCD 005.
- 1983: Estonskaja narodnaja pesnia in Russischer Sprache. Verlag Musyka, Leningrad 1983